# Marianna Dionigi Candidi
Marianna Dionigi Candidi (Roma, 3 de febrero de 1756 - Lanuvio, 10 de junio de 1826) fue una pintora y escritora italiana.

Inmortalizó las ciudades de Alatri, Anagni, Ferentino, Arpino y Atina - conjunto de ciudades conocidas como la ciudad Saturnia, en grabados y en sus escritos recogidos durante sus viajes por la región italiana de Lacio, en la obra Viaggi in alcune città del Lazio che disconsi fondate dal Re Saturno. En sus obras aparece el escenario del territorio de Ciociaria donde la naturaleza y la obra del hombre se mezclan armoniosamente. Fue miembro de diversas academias entre las que destacó la Academia de San Lucas de Roma.

## Obras
- Viaggi in alcune città del Lazio che diconsi fondate dal Re Saturno, Roma, 1809.
- Paesaggio con figura e dama a cavallo, Tinta i acuarela sobre papel, Academia de San Lucas, Roma.
- Paesaggio Roma, Galería Nacional de Arte Moderno, circa 1798)
- Autoritratto a pastello (colección Dionigi-Lazzarini)